# La mañana (programa de radio)
La mañana fue un magacín radiofónico matinal de radio española que se emitió en la COPE desde 1992 hasta finalizar, con Ángel Expósito y Javi Nieves, el 19 de julio de 2015; con un breve paréntesis entre 2010 y 2012 donde pasó a denominarse Así son las mañanas presentado y dirigido por Ernesto Sáenz de Buruaga. La última temporada de septiembre de 2014 a julio de 2015 fue presentada por Ángel Expósito en el tramo informativo de 6h00 a 10h00 mientras que Javi Nieves realizaba el magacín de 10h00 a 12h00.
Desde el 1 de septiembre de 2015, La mañana es sustituida por el nuevo programa Herrera en COPE, dirigido por el locutor almeriense Carlos Herrera después de abandonar Onda Cero el 27 de marzo de 2015.
Los periodistas que han dirigido el espacio han sido: Antonio Herrero, Carlos Herrera, Luis Herrero, Federico Jiménez Losantos, Ignacio Villa, Ernesto Sáenz de Buruaga y Ángel Expósito.
Actualmente este programa sólo emite su edición de fin de semana La mañana del Fin de Semana presentado por Antonio Herráiz y que se emite de 6h00 a 8h30 de la mañana, los sábados y domingos en la COPE.

## Historia

### Los comienzos

#### El fin deProtagonistasyCada día. Llegada de Antonio Herrero y Carlos Herrera
En 1991 y tras la marcha de Luis del Olmo a Onda Cero con su espacio Protagonistas, Javier González Ferrari, por aquel entonces director de La linterna, pasa a las mañanas con el espacio Cada día. El éxito efímero de este nuevo programa unido a la defenestración del equipo de Antonio Herrero por parte de Antena 3 Radio hacen que la COPE ponga en marcha Primera hora, que comienza a dirigir el propio Herrero tras la compra de la cadena del Grupo Godó por parte de Prisa. Al mismo tiempo, la COPE ficha a Carlos Herrera, que presenta el espacio durante tres años, siendo este el momento en que el mismo comienza a llamarse La mañana de la COPE. Herrero permanece como director de Informativos.

#### Muerte de Antonio y llegada de Luis Herrero
Finalmente en la temporada 1995-1996, el programa pasa a denominarse La mañana siendo dirigido nuevamente por Antonio Herrero. Tras la muerte de este en 1998, el programa pasa a ser dirigido por Luis Herrero, que deja La linterna en manos de Federico Jiménez Losantos. Durante esa etapa forman parte de la tertulia José Luis Balbín, Amando de Miguel, Manuel Martín Ferrand, Matías Antolín y Antonio Casado.
El programa cuenta con María José Navarro como copresentadora en su tramo magazín. En diversos momentos la audiencia no acompaña quedando incluso por debajo del millón de oyentes.

### Consolidación

#### La marcha de Luis Herrero
Al terminar la temporada 2002-2003, Luis Herrero deja el periodismo para dedicarse a la política y toma el mando el director de La linterna Federico Jiménez Losantos, que lo dirige desde entonces con un gran éxito de audiencia pasando de 936.000 oyentes en la tercera ola de 2003 a 1.778.000 oyentes en la primera ola de 2005 según el EGM.

#### Afianzamiento deLa mañanacon Federico Jiménez Losantos
A partir de ese momento y durante los siguientes siete años, fueron colaboradores habituales del programa Jesús Cacho, Pedro J. Ramírez, Carmen Tomás, Cristina López Schlichting, Gabriel Albiac, Luis del Pino, Luis Herrero, José María Marco o Javier Rubio en la tertulia política y Alaska en la crónica social.
No obstante, a partir de junio de 2007 y hasta 2009, no sólo se estanca la audiencia del programa sino que retrocede en torno a 400.000 oyentes, perdiendo incluso, siempre según el EGM, la segunda posición en beneficio de Carlos Herrera y Herrera en la onda de Onda Cero.

##### Línea ideológica
El programa experimenta un gran aumento de audiencia, debido a la personalidad y a la polémica y sentimientos encontrados que provocan la personalidad de su presentador, Federico Jiménez Losantos, que se caracteriza por criticar con dureza a los nacionalismos periféricos y al socialismo. Él mismo se define como liberal, defiende la unidad de España y dedica todo tipo de críticas a los nacionalistas vascos, catalanes, gallegos, etc., poniendo especial énfasis en PNV, ERC y el líder de este último, Carod Rovira, al que apoda Rovireche.

### La nueva COPE

#### Caída de audiencia con Nacho Villa
Tras la no renovación de Losantos, durante la temporada 2009-2010, el programa se dividiría en dos partes: una informativa y de análisis político dirigida por Nacho Villa y un magacín presentado por Ely del Valle y Enrique Campo.

##### Estructura
En esta época, junto con la transmisión de noticias, se daba paso a secciones como Crónicas de otro mundo, comentarios como La carta de Cristina López Schlichting, La cultura con José Javier Esparza, El torbellino de Israel García Juez, El canto del cuco de Paco Ventura, Los tres tenores, con Juan Carlos Girauta, José María García Hoz y Ramón Pérez-Maura; El centro de la noticia de Valentí Puig y La puntilla de Juan Manuel de Prada. También había tertulia, entrevistas, un espacio deportivo, varios repasos a la prensa, rondas de corresponsales internacionales y de comunidades autónomas y desconexiones territoriales. El segundo bloque constaba de un programa de variedades, presentado por Enrique Campo y Ely del Valle, con características más ligeras.

#### Llega Buruaga y se suma Javi Nieves
Al año de comenzar el nuevo proyecto de La mañana, la COPE hace público el fichaje de Ernesto Sáenz de Buruaga como nuevo presentador del espacio matinal de la cadena a partir de septiembre de 2010. El programa deja a un lado el nombre La mañana para pasar a denominarse Así son las mañanas.
Tras dos años, en 2012 se recupera su título original La mañana, siendo conducida la parte informativa por Ernesto Sáenz de Buruaga y el magacín por Javi Nieves con la ayuda de María de Meer. En el primer tramo, se mantienen las mismas secciones: repaso a la actualidad, la letra pequeña de Luis del Val, la tertulia, el humor –primero con los Celebritoons de Javier Valero y desde 2013 con el Grupo Risa–, mientras que en la segunda parte se apuesta por secciones clásicas como el cine, historias de libro, anécdotas de los años de EGB, encuestas y rankings con el equipo de De higos a brevas, la televisión con el periodista Borja Terán, la ciencia con el director de la revista Quo Jorge Alcalde o la economía con expertos como Leopoldo Abadía.
El 12 de junio de 2014, Ernesto Sáenz de Buruaga anuncia que dejará el programa al final de temporada, cosa que hace el 27 de junio.

#### Ángel Expósito
El 3 de julio de 2014, la COPE anuncia que Ángel Expósito será su sustituto a partir de septiembre de 2014. Este periodista se hizo responsable del espacio durante toda la temporada 2014-2015. Los datos de audiencia sin embargo, no acompañaron y en la primera oleada de estudios de audiencia, el programa pasó a la cuarta posición, siendo superado por sus competidores en la Cadena SER, Onda Cero y RNE. No obstante, en 2015 recuperaba la tercera posición, con 980.000 oyentes.
Con Expósito y Javi Nieves, finaliza el programa y se da paso a Herrera en COPE.

## La mañana del Fin de Semana
La edición del sábado y el domingo concentra de una forma más agresiva la actualidad del día y de la semana. Es la única edición que se sigue emitiendo y sale a las ondas de 06:00 a 08:29 de la mañana. En la actualidad bajo el nombre de La mañana del Fin de Semana, corre a cargo de Antonio Hernández, aunque con anterioridad ha sido presentada por otros periodistas como Ángel Correas, Juanma Rodríguez o Alfonso Merlos.